# توماس هرشمیلر
توماس هرشمیلر (انگلیسی: Thomas Herschmiller؛ زادهٔ april ۶, ۱۹۷۸ (۴۶ سال)) ورزشکار روئینگ اهل کانادا است.
وی در مسابقات کشوری و بین‌المللی در مجموع برندهٔ ۱ مدال نقره شده‌است.